# 1965年の航空
< 1965年
1964年の航空 - 1965年の航空 - 1966年の航空

## 航空に関する出来事
- 1月27日 - 静止通信衛星を使って、パンアメリカン航空のボーイング707と地上局との間の通信が行われた。
- 2月25日 - アメリカの旅客機、ダグラス DC-9が初飛行した。
- 2月27日 - ソ連の輸送機、アントノフ An-22が初飛行した。
- 3月7日 - ジェームズ・R・ウィルフォードに率いられたシコルスキー SH-3Aがカリフォルニア州のサンディエゴからフロリダ州のジャクソンビル間の3,388.7kmを無着陸飛行し、ヘリコプターの長距離飛行記録を更新した。
- 3月18日 - パーヴェル・ベリャーエフ、アレクセイ・レオーノフが搭乗したソビエトのボスホート2号が打ち上げられ、レオーノフが初の宇宙遊泳を行った。
- 3月23日 - ヴァージル・グリソム、ジョン・ヤングが搭乗したジェミニ3号が打ち上げられた。
- 4月1日 - タスマン・エンパイア・エアウェイズが国有化され、ニュージーランド航空となった。

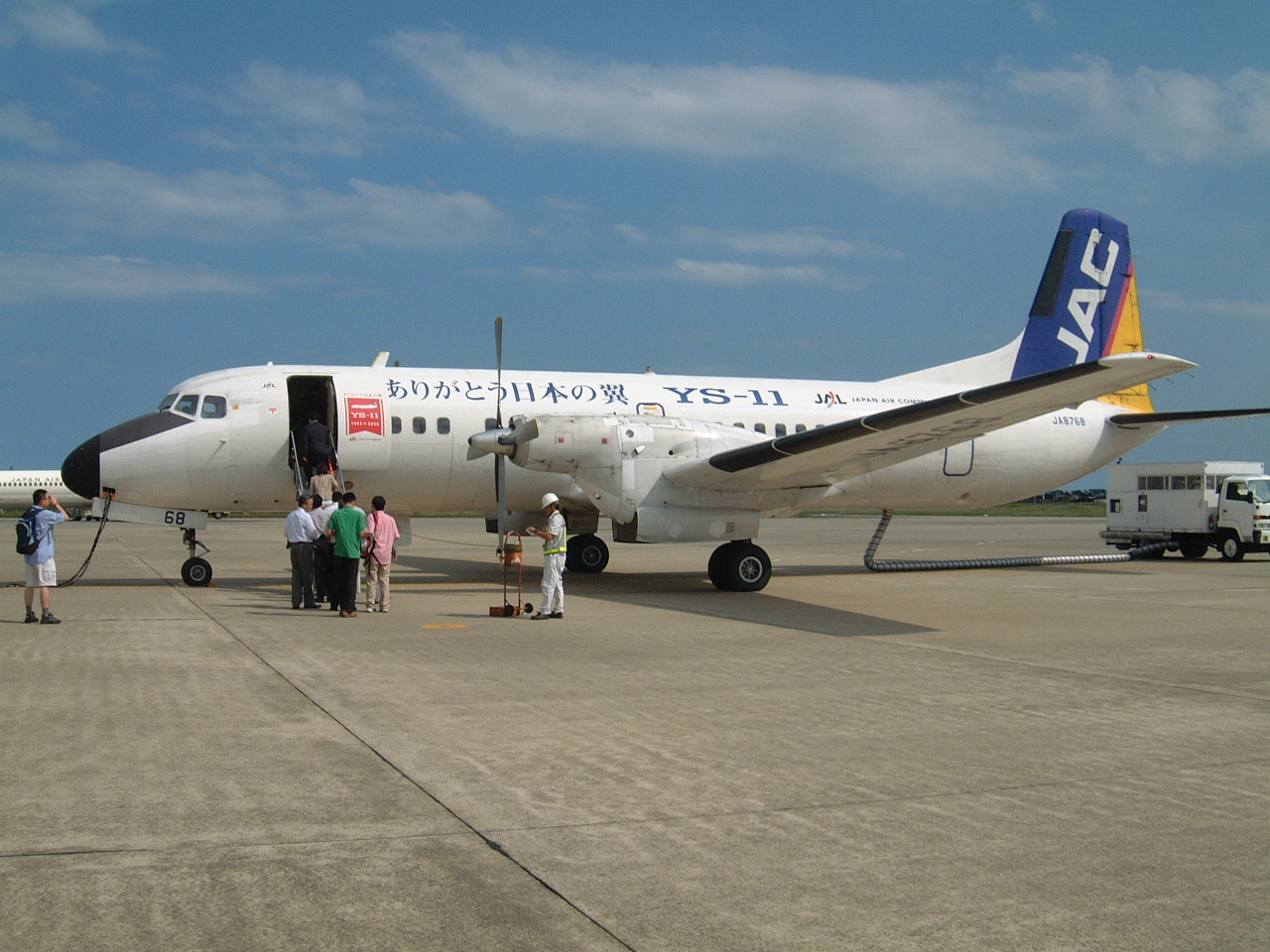
YS-11

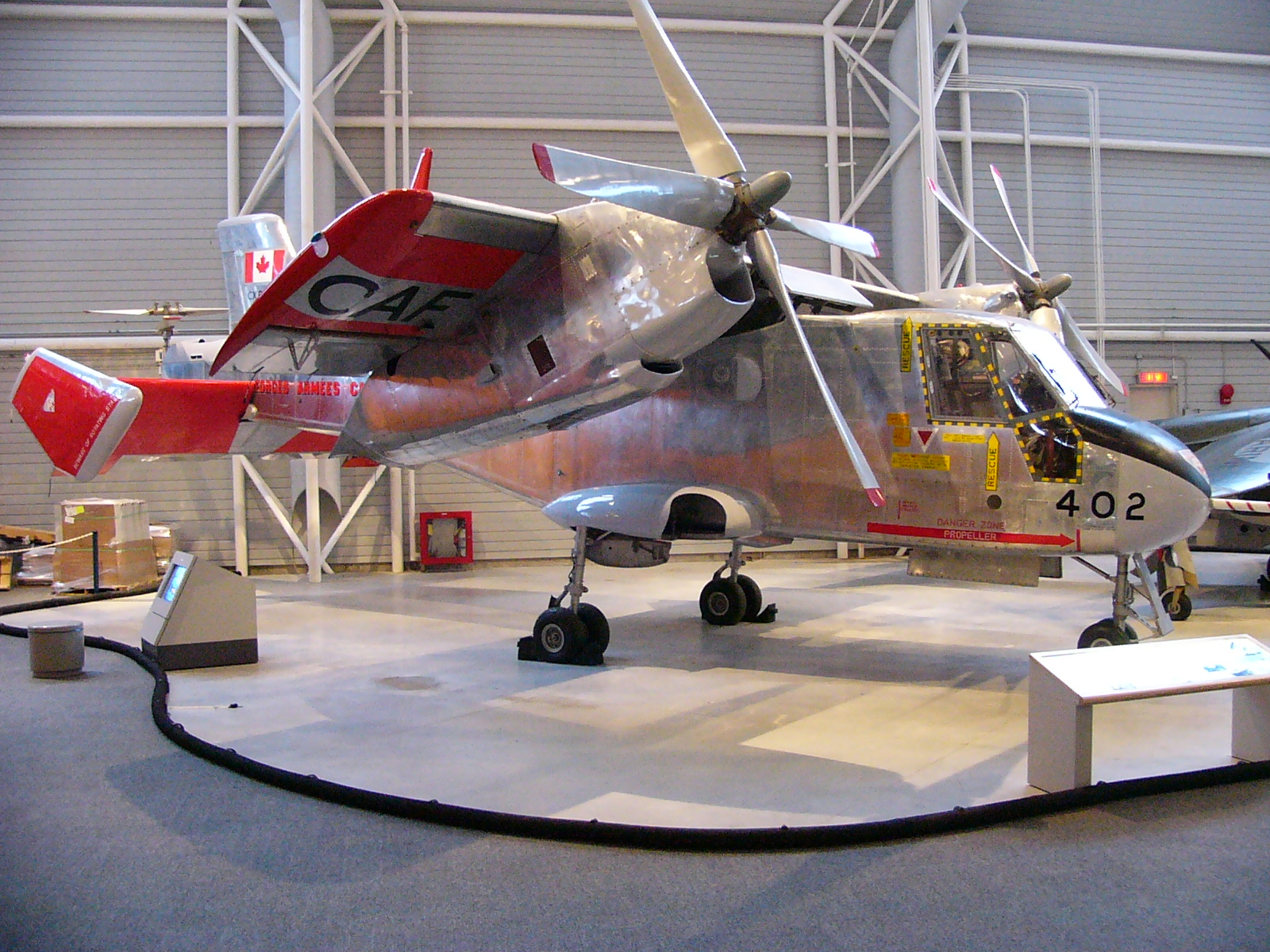
カナディア CL-84

- 4月1日 - 国産のターボプロップ旅客機、YS-11（日本航空機製造）が日本国内航空で運航を開始した。
- 4月6日 - 最初の商用通信衛星、アーリーバード1号が打ち上げられた。
- 5月1日 - アメリカ空軍のロバート・L・スティーブンスがロッキードYF-12での3331.507km/hの速度記録と24,463mの高高度飛行の記録を樹立した。
- 5月7日 - カナダの垂直離着陸機カナディア CL-84が初飛行した。
- 6月3日〜7日 - 宇宙飛行士ジェームズ・マクディヴィット とエドワード・ホワイトが搭乗したジェミニ4号が宇宙飛行した。ホワイトはアメリカの宇宙計画で初めての宇宙遊泳をした。
- 6月4日 - 中華人民共和国の戦闘機の南昌 Q-5が初飛行した。
- 6月12日 - ブリテン・ノーマン アイランダーが初飛行した。
- 7月8日 - ハリウッド映画のスタント・パイロットのポール・マンツが映画『飛べ!フェニックス』を撮影中に事故で死亡した。
- 8月18日 - ソビエトのヘリコプターのカモフ Ka-26が初飛行した。
- 8月21日〜29日 - ゴードン・クーパーとチャールズ・コンラッドが搭乗したジェミニ5号が宇宙飛行を行い、8日間宇宙に滞在し、宇宙滞在時間の記録を更新した。
- 9月7日 - 攻撃ヘリコプターAH-1 コブラの原型機、ベル 209が初飛行した。
- 9月27日 - アメリカ海軍の攻撃機、LTV A-7 コルセアIIが初飛行した。
- 11月12日〜23日 - ソビエトの金星探査機群（ベネラ2号、ベネラ3号、コスモス96号）が打ち上げられた。うちベネラ3号は初めて金星に到達した人工物となった。
- 11月26日 - フランスがディアマンロケットで、最初のフランスの人工衛星、アステリックスを打ち上げた。
- 12月4日〜18日 - 宇宙滞在時間記録の更新とジェミニ6号とランデブーを目的に、エドワード・ホワイトとマイケル・コリンズの搭乗したジェミニ7号が宇宙飛行を行った。
- 12月15日〜16日 - ウォルター・シラーとトーマス・スタッフォードが搭乗したジェミニ6号が宇宙飛行した。ジェミニ7号に1.80mまで接近した。

## 1965年に初飛行した機体の画像

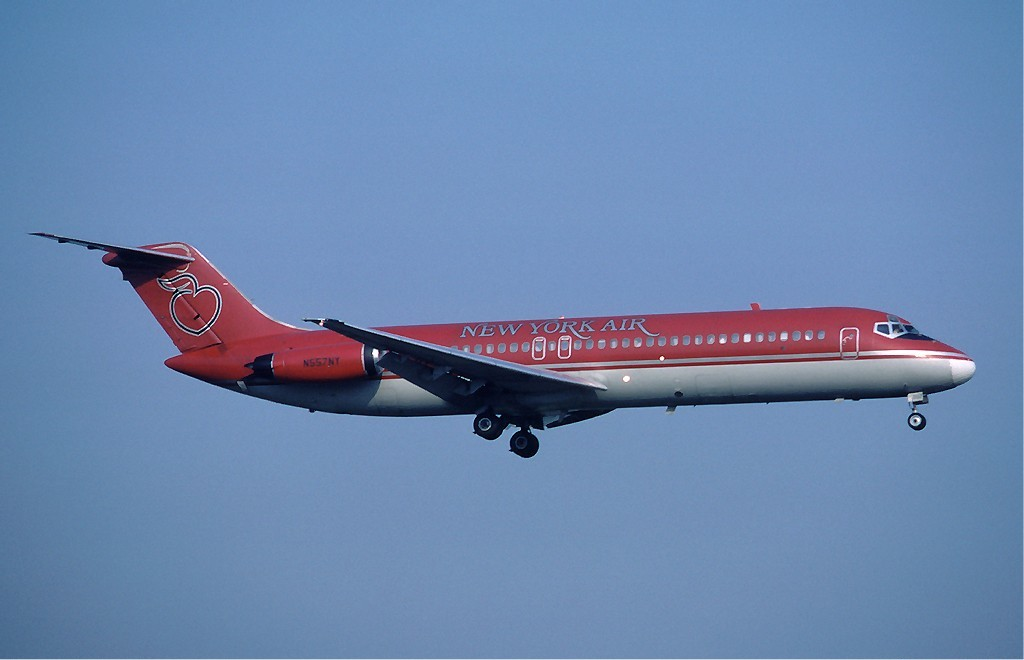
DC-9 （2月25日）
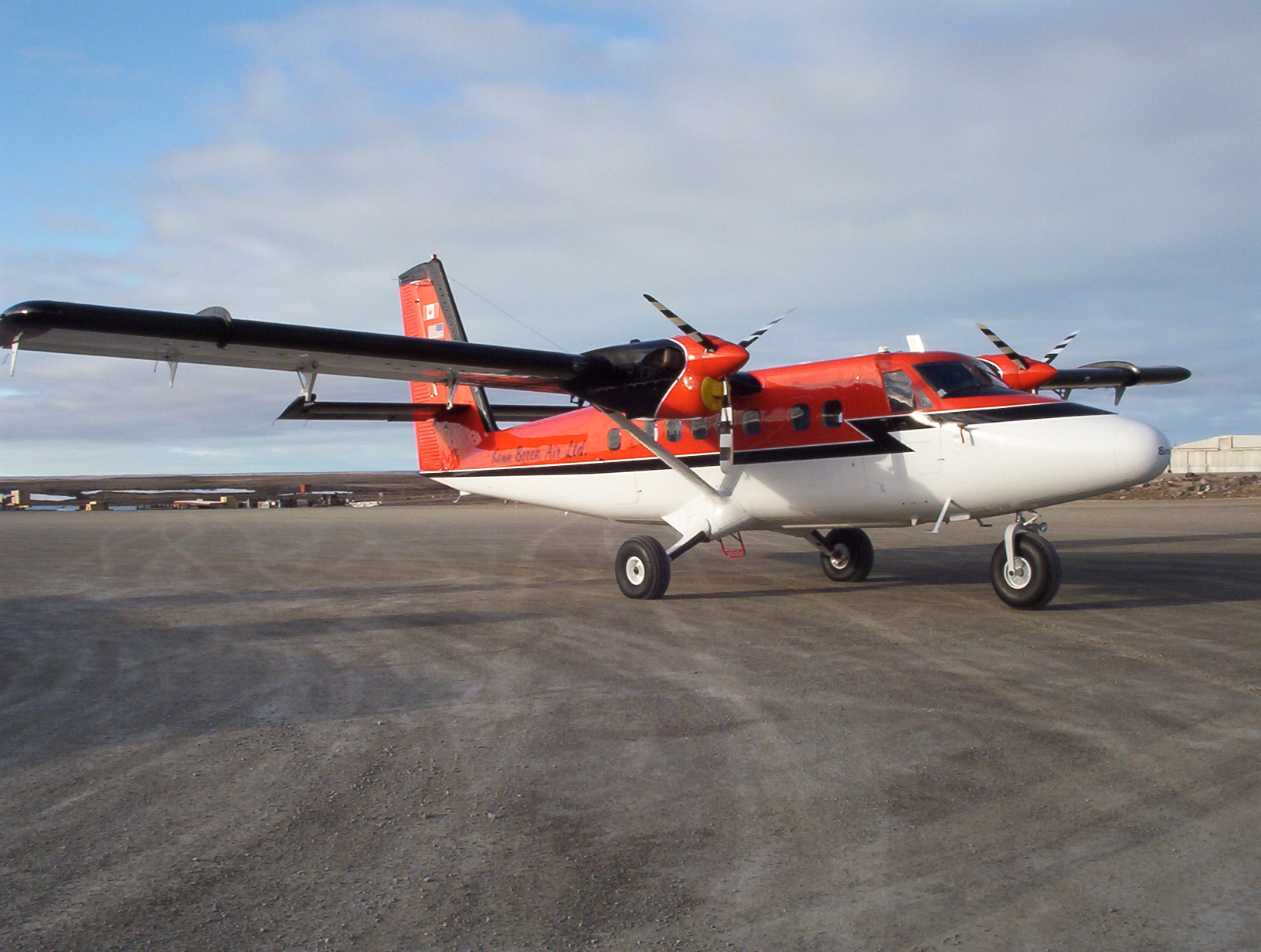
デ・ハビランド・カナダ DHC-6 （5月20日）
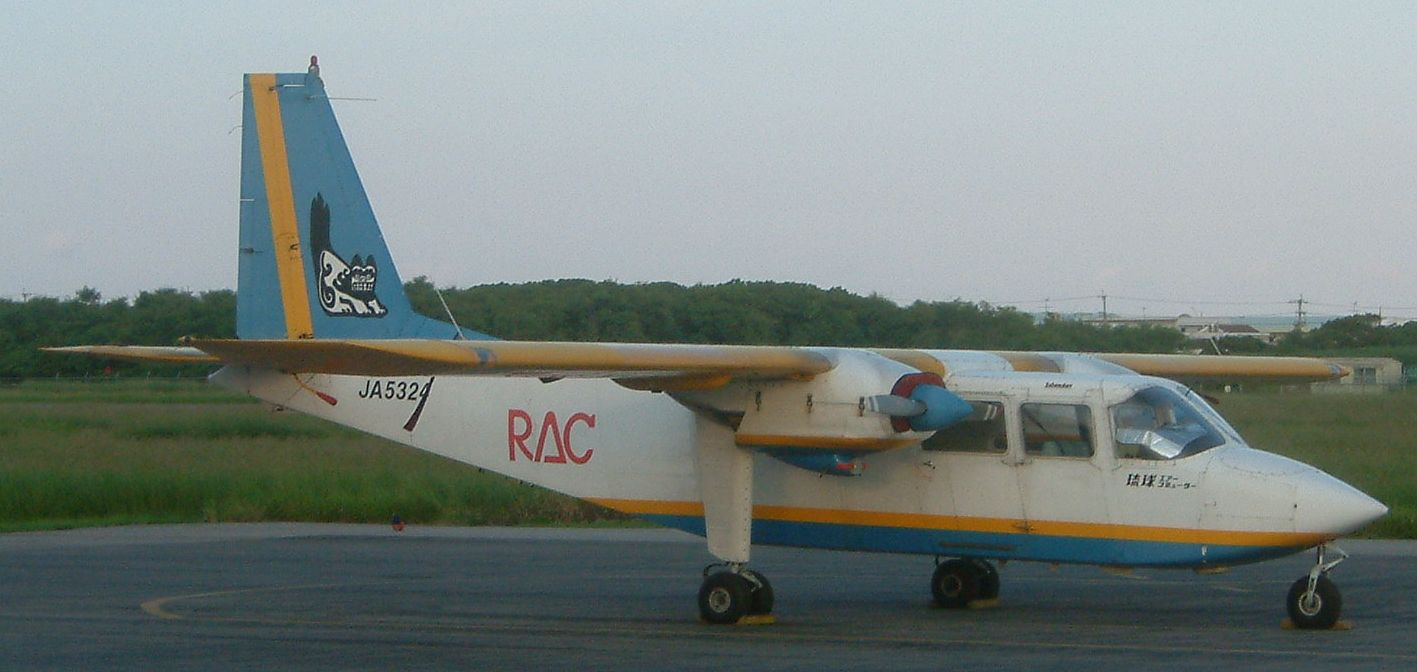
ブリテン・ノーマン アイランダー （6月13日）
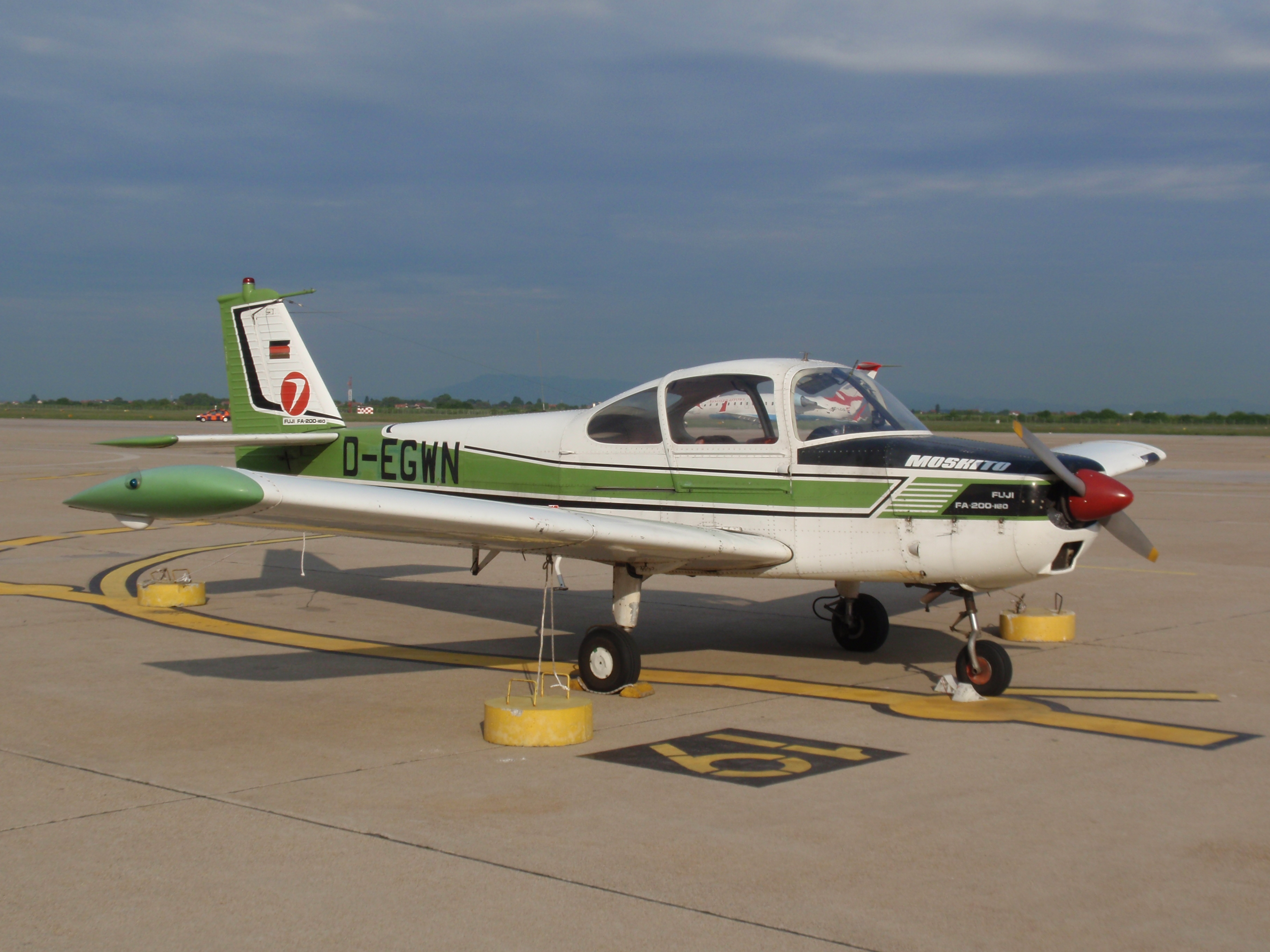
エアロスバル （8月12日）

## 航空に関する賞の受賞者
- ハーモン・トロフィー：ジム・ラヴェル 、フランク・ボーマン、ウォルター・シラー、トーマス・スタッフォード
- デラボー賞： ジム・ラヴェル (USA)、ロバート・L・スティーブンス(USA)、 W. ダニエル (USA)、ゴードン・クーパー (USA)、 フランク・ボーマン (USA)、アレクセイ・レオーノフ (USSR)、チャールズ・コンラッド (USA) パーヴェル・ベリャーエフ (USSR)